# Châteauneuf-sur-Charente
Châteauneuf-sur-Charente là một xã thuộc tỉnh Charente trong vùng Nouvelle-Aquitaine tây nam nước Pháp. Xã nay có độ cao t 16-99 mét trên mực nước biển.